# Convocazioni per il campionato sudamericano maschile under 20 di calcio 2013
Solo i giocatori nati dopo il primo gennaio 1993 sono convocabili per giocare.

## Gruppo A

### Argentina
Allenatore:  Marcelo Trobbiani
| N. | Pos. | Giocatore                    | Data nascita (età)          | Pres. | Reti | Squadra            |
| -- | ---- | ---------------------------- | --------------------------- | ----- | ---- | ------------------ |
| 1  | P    | Walter Benítez               | 19 gennaio 1993 (19 anni)   |       |      | Quilmes            |
| 2  | D    | Lisandro Magallán (capitano) | 27 settembre 1993 (19 anni) |       |      | Boca Juniors       |
| 3  | D    | Carlos Ruiz                  | 19 dicembre 1993 (19 anni)  |       |      | River Plate        |
| 4  | D    | Alan Aguirre                 | 13 agosto 1993 (19 anni)    |       |      | Boca Juniors       |
| 5  | C    | Matías Kranevitter           | 21 maggio 1993 (19 anni)    |       |      | River Plate        |
| 6  | D    | Jonathan Valle               | 26 gennaio 1993 (19 anni)   |       |      | Newell's Old Boys  |
| 7  | A    | Juan Manuel Iturbe           | 4 giugno 1993 (19 anni)     |       |      | River Plate        |
| 8  | C    | Lucas Romero                 | 18 aprile 1994 (18 anni)    |       |      | Vélez Sársfield    |
| 9  | A    | Luciano Vietto               | 5 dicembre 1993 (19 anni)   |       |      | Racing Club        |
| 10 | C    | Alan Ruiz                    | 19 agosto 1993 (19 anni)    |       |      | San Lorenzo        |
| 11 | C    | Ricardo Centurión            | 19 gennaio 1993 (19 anni)   |       |      | Racing Club        |
| 12 | P    | Andrés Mehring               | 19 aprile 1994 (18 anni)    |       |      | Colón              |
| 13 | D    | Lautaro Gianetti             | 13 novembre 1993 (19 anni)  |       |      | Vélez Sársfield    |
| 14 | D    | Lucas Rodríguez              | 27 settembre 1993 (19 anni) |       |      | Argentinos Juniors |
| 15 | C    | Agustín Allione              | 28 novembre 1994 (18 anni)  |       |      | Vélez Sársfield    |
| 16 | C    | Marcos Fernández             | 20 aprile 1993 (19 anni)    |       |      | Colón              |
| 17 | C    | Manuel Lanzini               | 15 febbraio 1993 (19 anni)  |       |      | River Plate        |
| 18 | C    | Federico Cartabia            | 20 gennaio 1993 (19 anni)   |       |      | Valencia Mestalla  |
| 19 | C    | Juan Cavallaro               | 28 giugno 1994 (18 anni)    |       |      | Unión              |
| 20 | A    | Lucas Melano                 | 1º marzo 1993 (19 anni)     |       |      | Belgrano           |
| 21 | D    | Eros Medaglia                | 7 settembre 1994 (18 anni)  |       |      | Vélez Sársfield    |
| 22 | P    | Juan Musso                   | 6 maggio 1994 (18 anni)     |       |      | Racing Club        |

### Bolivia
Allenatore:  Marcelo Barrero
| N. | Pos. | Giocatore           | Data nascita (età)          | Pres. | Reti | Squadra                |
| -- | ---- | ------------------- | --------------------------- | ----- | ---- | ---------------------- |
| 1  | P    | Guillermo Viscarra  | 7 febbraio 1993 (19 anni)   |       |      | Vitória                |
| 2  | D    | José Mendoza        | 7 maggio 1994 (18 anni)     |       |      | Jorge Wilstermann      |
| 3  | D    | Carlos Añez         | 6 luglio 1995 (17 anni)     |       |      | Callejas               |
| 4  | D    | Francisco Rodríguez | 22 agosto 1994 (18 anni)    |       |      | Jorge Wilstermann      |
| 5  | D    | Carlos Paniagua     | 1º marzo 1993 (19 anni)     |       |      | Siviglia               |
| 6  | C    | Pedro Azogue        | 6 dicembre 1994 (17 anni)   |       |      | Oriente Petrolero      |
| 7  | C    | José Muñóz          | 21 settembre 1994 (18 anni) |       |      | Universitario de Sucre |
| 8  | A    | Ricardo Vaca        | 21 agosto 1994 (18 anni)    |       |      | Recreativo de Huelva   |
| 9  | A    | Alex Pontons        | 26 novembre 1994 (18 anni)  |       |      | Pro Vercelli           |
| 10 | C    | Robert Silva        | 12 febbraio 1994 (18 anni)  |       |      | Universitario de Sucre |
| 11 | C    | Rodrigo Vargas      | 19 ottobre 1994 (18 anni)   |       |      | Oriente Petrolero      |
| 12 | P    | Diego Zamora        | 12 settembre 1993 (19 anni) |       |      | Bolívar                |
| 13 | D    | Stalin Taborga      | 13 febbraio 1994 (18 anni)  |       |      | Bolívar                |
| 14 | D    | Pablo Pedraza       | 10 marzo 1995 (17 anni)     |       |      | Blooming               |
| 15 | D    | Alberto Justiniano  | 24 aprile 1994 (18 anni)    |       |      | Bolívar                |
| 16 | C    | Danny Bejarano      | 3 gennaio 1994 (18 anni)    |       |      | Oriente Petrolero      |
| 17 | C    | Carlos Zabala       | 19 maggio 1994 (18 anni)    |       |      | Blooming               |
| 18 | C    | Luis Hurtado        | 27 settembre 1993 (19 anni) |       |      | Blooming               |
| 19 | C    | Gerardo Castellon   | 4 giugno 1993 (19 anni)     |       |      | Ciclón                 |
| 20 | C    | Diego Rodríguez     | 28 agosto 1993 (19 anni)    |       |      | Oriente Petrolero      |
| 21 | D    | Silver Revuelta     | 5 novembre 1993 (19 anni)   |       |      | Blooming               |
| 22 | P    | Cristian Salinas    | 9 novembre 1993 (19 anni)   |       |      | Jorge Wilstermann      |

### Cile
Allenatore:  Mario Salas
| N. | Pos. | Giocatore                  | Data nascita (età)         | Pres. | Reti | Squadra                             |
| -- | ---- | -------------------------- | -------------------------- | ----- | ---- | ----------------------------------- |
| 1  | P    | Darío Melo                 | 24 marzo 1993 (19 anni)    |       |      | Palestino                           |
| 2  | D    | Felipe Campos              | 8 novembre 1993 (19 anni)  |       |      | Palestino                           |
| 3  | D    | Alejandro Contreras        | 3 marzo 1993 (19 anni)     |       |      | Palestino                           |
| 4  | D    | Valber Huerta              | 26 agosto 1993 (19 anni)   |       |      | Universidad de Chile                |
| 5  | D    | Igor Lichnovsky (capitano) | 7 marzo 1994 (18 anni)     |       |      | Universidad de Chile                |
| 6  | C    | Sebastián Martínez         | 6 giugno 1993 (19 anni)    |       |      | Universidad de Chile                |
| 7  | A    | Diego Rubio                | 15 maggio 1993 (19 anni)   |       |      | Sporting Clube de Portugal B        |
| 8  | D    | Andrés Robles              | 7 maggio 1994 (18 anni)    |       |      | Santiago Wanderers                  |
| 9  | A    | Felipe Mora                | 2 agosto 1993 (19 anni)    |       |      | Audax Italiano                      |
| 10 | C    | Nicolás Maturana           | 8 luglio 1993 (19 anni)    |       |      | Universidad de Chile                |
| 11 | C    | Franco Ragusa              | 22 luglio 1993 (19 anni)   |       |      | Everton                             |
| 12 | P    | Brayan Cortés              | 11 marzo 1995 (17 anni)    |       |      | Club Deportivo Municipal Iquique    |
| 13 | D    | Manuel Bravo               | 15 febbraio 1993 (19 anni) |       |      | Colo-Colo                           |
| 14 | C    | Bryan Rabello              | 16 maggio 1994 (18 anni)   |       |      | Siviglia                            |
| 15 | C    | Cristian Cuevas            | 2 aprile 1995 (17 anni)    |       |      | O'Higgins                           |
| 16 | C    | César Fuentes              | 12 maggio 1993 (19 anni)   |       |      | O'Higgins                           |
| 17 | C    | Diego Rojas                | 15 febbraio 1995 (17 anni) |       |      | Club Deportivo Universidad Católica |
| 18 | A    | Nicolás Castillo           | 14 febbraio 1993 (19 anni) |       |      | Club Deportivo Universidad Católica |
| 19 | D    | Mario Larenas              | 27 luglio 1993 (19 anni)   |       |      | Unión Española                      |
| 20 | C    | Claudio Baeza              | 23 dicembre 1993 (18 anni) |       |      | Colo-Colo                           |
| 21 | C    | Ignacio Caroca             | 2 novembre 1993 (19 anni)  |       |      | Colo-Colo                           |
| 22 | P    | Lawrence Vigouroux         | 19 novembre 1993 (19 anni) |       |      | Tottenham Hotspur                   |

### Colombia
Allenatore:  Carlos Restrepo
| N. | Pos. | Giocatore                   | Data nascita (età)         | Pres. | Reti | Squadra                 |
| -- | ---- | --------------------------- | -------------------------- | ----- | ---- | ----------------------- |
| 1  | P    | Cristian Bonilla (capitano) | 2 giugno 1993 (19 anni)    |       |      | Atlético Nacional       |
| 2  | D    | Jherson Vergara             | 26 maggio 1994 (18 anni)   |       |      | Universitario Popayán   |
| 3  | D    | Deivy Balanta               | 9 febbraio 1993 (19 anni)  |       |      | Alianza Petrolera       |
| 4  | D    | Andrés Correa               | 29 gennaio 1994 (18 anni)  |       |      | Independiente Medellín  |
| 5  | D    | Felipe Aguilar              | 20 gennaio 1993 (19 anni)  |       |      | Atlético Nacional       |
| 6  | C    | José Leudo                  | 9 novembre 1993 (19 anni)  |       |      | Estudiantes de La Plata |
| 7  | A    | Mauricio Cuero              | 28 gennaio 1993 (19 anni)  |       |      | La Equidad              |
| 8  | C    | Cristian Higuita            | 12 gennaio 1994 (18 anni)  |       |      | Deportivo Cali          |
| 9  | A    | John Córdoba                | 10 maggio 1993 (19 anni)   |       |      | Jaguares                |
| 10 | C    | Juan Fernando               | 18 gennaio 1993 (19 anni)  |       |      | Pescara                 |
| 11 | C    | Cristian Palomeque          | 2 aprile 1994 (18 anni)    |       |      | Atlético Nacional       |
| 12 | P    | Luis Alfonso Hurtado        | 24 gennaio 1994 (18 anni)  |       |      | Deportivo Cali          |
| 13 | D    | Helibelton Palacios         | 11 giugno 1993 (19 anni)   |       |      | Barranquilla            |
| 14 | C    | Sebastián Pérez             | 29 marzo 1993 (19 anni)    |       |      | Atlético Nacional       |
| 15 | C    | Juan Nieto                  | 25 febbraio 1993 (19 anni) |       |      | Alianza Petrolera       |
| 16 | C    | Luis Mena                   | 20 maggio 1994 (18 anni)   |       |      | Boyacá Chicó F.C.       |
| 17 | A    | Harrison Mojica             | 17 febbraio 1993 (19 anni) |       |      | Deportivo Cali          |
| 18 | D    | Julián Figueroa             | 29 gennaio 1993 (19 anni)  |       |      | Envigado                |
| 19 | A    | Miguel Borja                | 26 gennaio 1993 (19 anni)  |       |      | Tuluá                   |
| 20 | A    | Brayan Perea                | 5 febbraio 1993 (19 anni)  |       |      | Deportivo Cali          |
| 21 | D    | Yair Ibargüen               | 2 maggio 1993 (19 anni)    |       |      | Olimpia                 |
| 22 | P    | Jair Mosquera               | 2 maggio 1993 (19 anni)    |       |      | Barranquilla            |

### Paraguay
Allenatore:  Víctor Genes
| N. | Pos. | Giocatore                | Data nascita (età) | Pres. | Reti | Squadra        |
| -- | ---- | ------------------------ | ------------------ | ----- | ---- | -------------- |
| 1  | P    | Diego Morel              | 5 maggio 1993      |       |      | Libertad       |
| 2  | D    | Miller Mareco            | 31 gennaio 1994    |       |      | Libertad       |
| 3  | D    | Teodoro Paredes          | 1º aprile 1993     |       |      | Cerro Porteño  |
| 4  | D    | Júnior Alonso            | 11 febbraio 1993   |       |      | Cerro Porteño  |
| 5  | D    | Gustavo Gómez (capitano) | 6 maggio 1993      |       |      | Libertad       |
| 6  | C    | Iván Ramírez             | 8 dicembre 1994    |       |      | Libertad       |
| 7  | C    | Danilo Santacruz         | 12 giugno 1995     |       |      | Libertad       |
| 8  | C    | Ángel Cardozo            | 19 ottobre 1994    |       |      | Rubio Ñu       |
| 9  | A    | Cecilio Domínguez        | 22 luglio 1993     |       |      | Sol de América |
| 10 | A    | Derlis González          | 20 maggio 1994     |       |      | Benfica        |
| 11 | C    | Rodrigo Alborno          | 12 agosto 1993     |       |      | Novara         |
| 12 | P    | Alejandro Bogado         | 28 luglio 1994     |       |      | Guarani        |
| 13 | C    | Gustavo Viera            | 28 agosto 1995     |       |      | Rubio Ñu       |
| 14 | D    | Rubén Monges             | 6 febbraio 1993    |       |      | Libertad       |
| 15 | C    | Robert Piris             | 25 maggio 1994     |       |      | Rubio Ñu       |
| 16 | C    | Miguel Almirón           | 13 novembre 1993   |       |      | Cerro Porteño  |
| 17 | D    | Jorge Balbuena           | 7 giugno 1993      |       |      | Cerro Porteño  |
| 18 | C    | Jorge Rojas              | 7 gennaio 1993     |       |      | Cerro Porteño  |
| 19 | D    | Matías Pérez             | 4 gennaio 1994     |       |      | Nacional       |
| 20 | A    | Juan Villamayor          | 30 giugno 1993     |       |      | Libertad       |
| 21 | A    | Brian Montenegro         | 10 giugno 1993     |       |      | Tacuary        |
| 22 | P    | Armando Vera             | 4 febbraio 1993    |       |      | Libertad       |

## Gruppo B

### Brasile
Allenatore:  Emerson Ávila
| N. | Pos. | Giocatore         | Data nascita (età)         | Pres. | Reti | Squadra          |
| -- | ---- | ----------------- | -------------------------- | ----- | ---- | ---------------- |
| 1  | P    | Luiz Gustavo      | 10 marzo 1993 (19 anni)    |       |      | Vitória          |
| 2  | D    | Wallace           | 1º maggio 1994 (18 anni)   |       |      | Fluminense       |
| 3  | D    | Luan              | 10 maggio 1993 (19 anni)   |       |      | Vasco da Gama    |
| 4  | D    | Dória             | 8 novembre 1994 (18 anni)  |       |      | Botafogo         |
| 5  | C    | Misael            | 15 luglio 1994 (18 anni)   |       |      | Grêmio           |
| 6  | D    | Mansur            | 17 aprile 1993 (19 anni)   |       |      | Vitória          |
| 7  | C    | Mattheus Oliveira | 7 luglio 1994 (18 anni)    |       |      | Flamengo         |
| 8  | C    | Adryan            | 10 agosto 1994 (18 anni)   |       |      | Flamengo         |
| 9  | A    | Ademilson         | 9 gennaio 1994 (18 anni)   |       |      | São Paulo        |
| 10 | C    | Felipe Anderson   | 15 aprile 1993 (19 anni)   |       |      | Santos           |
| 11 | A    | Marcos Júnior     | 19 gennaio 1993 (19 anni)  |       |      | Fluminense       |
| 12 | P    | Matheus           | 10 aprile 1993 (19 anni)   |       |      | Corinthians      |
| 13 | A    | Bruno Mendes      | 2 agosto 1994 (18 anni)    |       |      | Botafogo         |
| 14 | D    | Samir             | 5 dicembre 1994 (18 anni)  |       |      | Flamengo         |
| 15 | D    | Igor Julião       | 23 agosto 1994 (18 anni)   |       |      | Fluminense       |
| 16 | D    | Douglas Santos    | 22 marzo 1994 (18 anni)    |       |      | Náutico          |
| 17 | C    | Jadson            | 30 agosto 1993 (19 anni)   |       |      | Botafogo         |
| 18 | C    | Lucas Cândido     | 25 dicembre 1993 (18 anni) |       |      | Atlético Mineiro |
| 19 | C    | Fred              | 5 marzo 1993 (19 anni)     |       |      | Internacional    |
| 20 | C    | Rafinha           | 12 febbraio 1993 (19 anni) |       |      | Barcellona       |
| 21 | A    | Leandro           | 12 maggio 1993 (19 anni)   |       |      | Grêmio           |
| 22 | P    | Jordi             | 3 settembre 1993 (19 anni) |       |      | Vasco da Gama    |

### Ecuador
Allenatore:  Julio César Rosero
| N. | Pos. | Giocatore         | Data nascita (età)          | Pres. | Reti | Squadra                  |
| -- | ---- | ----------------- | --------------------------- | ----- | ---- | ------------------------ |
| 1  | P    | Auro              | 7 maggio 1993 (19 anni)     |       |      | Manta                    |
| 2  | D    | Luis León         | 11 aprile 1993 (19 anni)    |       |      | Independiente José Terán |
| 3  | D    | Marlon Mejía      | 21 settembre 1994 (18 anni) |       |      | Emelec                   |
| 4  | D    | Marcos Cabrera    | 4 febbraio 1993 (19 anni)   |       |      | Deportivo Cuenca         |
| 5  | C    | Eddy Corozo       | 28 giugno 1994 (18 anni)    |       |      | Emelec                   |
| 6  | D    | Cristian Ramírez  | 12 agosto 1994 (18 anni)    |       |      | Independiente José Terán |
| 7  | C    | Carlos Gruezo     | 19 aprile 1995 (17 anni)    |       |      | Barcelona                |
| 8  | A    | José Cevallos Jr. | 18 gennaio 1995 (17 anni)   |       |      | LDU Quito                |
| 9  | A    | Miguel Parrales   | 26 dicembre 1995 (16 anni)  |       |      | Manta                    |
| 10 | C    | Jonny Uchuari     | 19 gennaio 1994 (18 anni)   |       |      | LDU Loja                 |
| 11 | C    | Jacob Murillo     | 31 marzo 1993 (19 anni)     |       |      | Olmedo                   |
| 12 | P    | Darwin Cuero      | 15 ottobre 1994 (18 anni)   |       |      | El Nacional              |
| 13 | D    | Luis Ayala        | 24 settembre 1993 (19 anni) |       |      | Macará                   |
| 14 | D    | Pedro Velasco     | 29 giugno 1993 (19 anni)    |       |      | Barcelona                |
| 15 | C    | Steven Arboleda   | 16 febbraio 1994 (18 anni)  |       |      | Independiente José Terán |
| 16 | D    | Anderson Ordóñez  | 29 gennaio 1994 (18 anni)   |       |      | Barcelona                |
| 17 | C    | Junior Sornoza    | 28 gennaio 1994 (18 anni)   |       |      | Independiente José Terán |
| 18 | C    | Cristian Oña      | 23 gennaio 1993 (19 anni)   |       |      | Independiente José Terán |
| 19 | A    | José Gutiérrez    | 3 marzo 1993 (19 anni)      |       |      | LDU Quito                |
| 20 | A    | Angel Ledesma     | 22 giugno 1993 (19 anni)    |       |      | Macará                   |
| 21 | A    | Ely Esterilla     | 6 febbraio 1993 (19 anni)   |       |      | Santos Laguna            |
| 22 | P    | Hamilton Piedra   | 20 febbraio 1993 (19 anni)  |       |      | Deportivo Cuenca         |

### Perù
Allenatore:  Daniel Ahmed
| N. | Pos. | Giocatore          | Data nascita (età) | Pres. | Reti | Squadra                   |
| -- | ---- | ------------------ | ------------------ | ----- | ---- | ------------------------- |
| 1  | P    | Andy Vidal         | 23 agosto 1994     |       |      | Sporting Cristal          |
| 2  | D    | Carlos Patrón      | 30 marzo 1993      |       |      | Alianza Lima              |
| 3  | D    | Marcos Ortiz       | 27 marzo 1993      |       |      | Sporting Cristal          |
| 4  | D    | Renato Tapia       | 28 luglio 1995     |       |      | Esther Grande             |
| 5  | D    | Miguel Araujo      | 24 ottobre 1994    |       |      | Sport Huancayo            |
| 6  | C    | Hernán Hinostroza  | 21 dicembre 1993   |       |      | Zulte Waregem             |
| 7  | D    | Claudio Torrejón   | 14 maggio 1993     |       |      | Sporting Cristal          |
| 8  | C    | Rafael Guarderas   | 12 settembre 1993  |       |      | Universitario de Deportes |
| 9  | A    | Iván Bulos         | 20 maggio 1993     |       |      | Sint-Truidense            |
| 10 | A    | Víctor Cedrón      | 6 ottobre 1993     |       |      | Universidad César Vallejo |
| 11 | A    | Andy Polo          | 29 settembre 1994  |       |      | Universitario de Deportes |
| 12 | P    | Ángelo Campos      | 27 aprile 1993     |       |      | Alianza Lima              |
| 13 | D    | Diego Chávez       | 7 marzo 1993       |       |      | Universitario de Deportes |
| 14 | A    | Cristian Benavente | 19 maggio 1994     |       |      | Real Madrid Castilla      |
| 15 | C    | Édison Flores      | 15 maggio 1994     |       |      | Villarreal B              |
| 16 | D    | Max Barrios        | 15 settembre 1995  |       |      | Juan Aurich               |
| 17 | A    | Yordy Reyna        | 17 settembre 1993  |       |      | Alianza Lima              |
| 18 | A    | Jean Deza          | 9 giugno 1993      |       |      | MŠK Žilina                |
| 19 | C    | Wilder Cartagena   | 23 settembre 1994  |       |      | Alianza Lima              |
| 20 | D    | Alexi Gómez        | 4 marzo 1993       |       |      | León de Huánuco           |
| 21 | C    | Raziel García      | 15 febbraio 1994   |       |      | Universidad San Martín    |
| 22 | P    | Patricio Álvarez   | 24 gennaio 1994    |       |      | Universitario de Deportes |

### Uruguay
Allenatore:  Juan Verzeri
| N. | Pos. | Giocatore              | Data nascita (età)        | Pres. | Reti | Squadra           |
| -- | ---- | ---------------------- | ------------------------- | ----- | ---- | ----------------- |
| 1  | P    | Mathías Cubero         | 15 gennaio 1994 (18 anni) |       |      | Cerro             |
| 2  | D    | Emiliano Velázquez     | 30 aprile 1994 (18 anni)  |       |      | Danubio           |
| 3  | D    | Gastón Silva           | 5 marzo 1994 (18 anni)    |       |      | Defensor Sporting |
| 4  | D    | Guillermo Varela       | 24 marzo 1993 (19 anni)   |       |      | Peñarol           |
| 5  | C    | Jim Varela             | 17 ottobre 1994 (18 anni) |       |      | Peñarol           |
| 6  | D    | Fabricio Formiliano    | 13 gennaio 1993 (19 anni) |       |      | Danubio           |
| 7  | C    | Leonardo Pais          | 7 luglio 1994 (18 anni)   |       |      | Defensor Sporting |
| 8  | C    | Sebastián Cristóforo   | 23 agosto 1993 (19 anni)  |       |      | Peñarol           |
| 9  | A    | Diego Rolán            | 24 marzo 1993 (19 anni)   |       |      | Defensor Sporting |
| 10 | A    | Renato César           | 16 agosto 1993 (19 anni)  |       |      | Nacional          |
| 11 | C    | Rodrigo Aguirre        | 1º ottobre 1994 (18 anni) |       |      | Liverpool M.      |
| 12 | P    | Guillermo de Amores    | 19 ottobre 1994 (18 anni) |       |      | Liverpool M.      |
| 13 | C    | Diego Laxalt           | 2 luglio 1993 (19 anni)   |       |      | Defensor Sporting |
| 14 | A    | Gonzalo Bueno          | 16 gennaio 1993 (19 anni) |       |      | Nacional          |
| 15 | C    | Matías Abisab          | 9 ottobre 1993 (19 anni)  |       |      | Bella Vista       |
| 16 | D    | Maximiliano Moreira    | 6 novembre 1994 (18 anni) |       |      | Nacional          |
| 17 | D    | Gianni Rodríguez       | 6 luglio 1994 (18 anni)   |       |      | Danubio           |
| 18 | C    | Giorgian De Arrascaeta | 6 gennaio 1994 (18 anni)  |       |      | Defensor Sporting |
| 19 | A    | Rúben Bentancourt      | 2 marzo 1993 (19 anni)    |       |      | PSV Eindhoven     |
| 20 | A    | Nicolás López          | 1º ottobre 1993 (19 anni) |       |      | Roma              |
| 21 | P    | Washington Aguerre     | 23 aprile 1993 (19 anni)  |       |      | Peñarol           |
| 22 | D    | Maximiliano Amondarain | 22 gennaio 1993 (19 anni) |       |      | Progreso          |

### Venezuela
Allenatore:  Marcos Mathías
| N. | Pos. | Giocatore                 | Data nascita (età) | Pres. | Reti | Squadra              |
| -- | ---- | ------------------------- | ------------------ | ----- | ---- | -------------------- |
| 1  | P    | José Contreras            | 20 ottobre 1994    | 4     | 0    | Aragua               |
| 2  | D    | Wilker Ángel              | 18 marzo 1993      | 7     | 0    | Deportivo Táchira    |
| 3  | D    | Víctor Sifontes           | 21 ottobre 1993    | 6     | 0    | Trujillanos          |
| 4  | C    | Víctor García             | 11 giugno 1994     | 7     | 0    | Real Esppor          |
| 5  | D    | Gilbert Guerra            | 2 aprile 1993      | 5     | 0    | Yaracuyanos          |
| 6  | D    | Edwin Peraza              | 11 marzo 1993      | 5     | 0    | Caracas              |
| 7  | C    | Robert Hernández          | 1º febbraio 1994   | 5     | 0    | Deportivo Anzoátegui |
| 8  | C    | Robert Garcés             | 5 aprile 1993      | 7     | 0    | Deportivo Anzoátegui |
| 9  | A    | Manuel Arteaga            | 17 giugno 1994     | 6     | 3    | Parma                |
| 10 | A    | Juan Pablo Añor           | 24 gennaio 1994    | 0     | 0    | Málaga B             |
| 11 | A    | Darwin Machís             | 7 febbraio 1993    | 0     | 0    | Granada              |
| 12 | P    | Eduardo Herrera           | 6 giugno 1993      | 1     | 0    | Atlético El Vigía    |
| 13 | D    | Leonardo Terán            | 9 marzo 1993       | 5     | 0    | Caracas              |
| 14 | D    | Javier Bolívar            | 10 maggio 1993     | 6     | 0    | Tucanes              |
| 15 | C    | José Peraza               | 14 aprile 1994     | 6     | 0    | Caracas              |
| 16 | D    | Luis Morgillo             | 15 giugno 1993     | 1     | 0    | Real Esppor          |
| 17 | A    | Josef Martínez (capitano) | 19 maggio 1993     | 3     | 1    | Young Boys           |
| 18 | C    | Edson Castillo            | 18 maggio 1994     | 1     | 0    | Mineros de Guayana   |
| 19 | A    | José Romo                 | 6 dicembre 1993    | 7     | 2    | Llaneros             |
| 20 | C    | Renzo Zambrano            | 26 agosto 1994     | 7     | 1    | Monagas              |
| 21 | A    | Jesús Hernández           | 6 gennaio 1993     | 7     | 0    | Deportivo Anzoátegui |
| 22 | P    | Luis Lugo                 | 17 dicembre 1993   | 0     | 0    | Real Esppor          |